# Damien Touya
Pour les articles homonymes, voir Touya (homonymie).
Damien Touya, né le 23 avril 1975 à La Rochelle, est un escrimeur français, pratiquant le sabre. Il a été champion du monde en individuel et par équipes, dont l'un des autres membres est son frère Gaël. Ensemble ils ont également remporté le titre olympique par équipes des jeux d'Athènes en 2004.

## Biographie
Issu d'une famille de sportifs dont le père est vice-président à la Fédération française d'escrime, il est formé à l'Amicale Tarbaise d'Escrime, il rejoint en 1993 son frère Gaël à l'INSEP qui regroupe l'élite de l'escrime français. 
Après un titre mondial junior en 1995, il fait ses débuts dans les compétitions seniors, remportant un premier titre lors des championnats d'Europe. Il est ensuite intégré à l'équipe de France qui se rend aux Jeux olympiques 1996. Bien qu'il n'ait que 21 ans dans une arme considérée jusqu'alors comme privilégiant l'expérience, il remporte une médaille de bronze lors de la compétition individuelle. 
L'année suivante, l'équipe de France, dont il fait partie avec son frère Gaël, remporte le titre mondial. 
L'année suivante, il remporte une nouvelle médaille par équipes lors de championnats du monde : une médaille d'argent. Lors de cette compétition, son frère Gaël occupait le poste de remplaçant.
En 1999, lors des championnats du monde de Séoul, il remporte le titre mondial en individuel. Puis, il remporte sa deuxième médaille d'or en remportant la compétition par équipes, équipe composée de Matthieu Gourdain, Jean-Philippe Daurelle et Julien Pillet.
Il se présente ainsi comme l'un des principaux favoris de l'épreuve individuelle du sabre lors des Jeux olympiques 2000 à Sydney. Lors de celle-ci, il échoue en quart de finale face au romain Mihai Covaliu qui remportera ensuite le titre face à un autre Français, Matthieu Gourdain. Dans la compétition par équipes, composée de Gourdain, Pillet et Cédric Seguin, la France remporte la médaille d'argent. 
Pour l'édition suivante des jeux, lors des Jeux olympiques 2004 à Athènes, il retrouve son frère lors de la compétition par équipes ; le troisième tireur est Julien Pillet, le rôle de remplaçant étant occupé par Boris Sanson. Après avoir éliminé la Chine, l'équipe de France se voit opposer aux États-Unis en demi-finale. Damien a la responsabilité d'être le dernier relayeur français. Lors de ce dernier relais, sa main est transpercée par la lame de l'Américain Keeth Smart lors de l'assaut pour la 45e et dernière touche. Après de longs soins, il reprend son arme pour apporter la victoire à son équipe. Après la pause le séparant de la finale, il convainc l'encadrement qu'il peut tenir sa place face aux Italiens. Lors de celle-ci, les Français prennent rapidement l'avantage, menant 25 à 18 avant le deuxième relais de Damien Touya. Celui-ci l'oppose à Aldo Montano qui remet son équipe dans le match en recollant à 30 à 29. Damien Touya, qui a la responsabilité du dernier assaut, débute celui-ci sur le score de 40 à 39 pour les Italiens. Lors de celui-ci, Touya domine Luigi Tarantino et termine la rencontre sur le score 45 à 42.
Peu après le tournoi olympique, il annonce, tout comme son frère, la fin de sa carrière, laissant à sa sœur Anne-Lise, qui sera également championne du monde à titres individuel et collectif, le soin de porter les couleurs de la famille.

## Vie privée
Actuellement[Quand ?] divorcé[réf. nécessaire], il est père d'une petite fille[réf. nécessaire] et entraîne dans un club de sabre toulousain[Lequel ?]. Il a aussi un poste[Lequel ?] à la fédération française d'escrime.

## Palmarès
- Jeux olympiques d'été
  -  médaille d'or par équipes aux Jeux olympiques 2004 à Athènes
  -  médaille d'argent par équipes aux Jeux olympiques 2000 à Sydney
  -  médaille de bronze individuelle aux Jeux olympiques 1996 à Atlanta
- Championnats du monde d'escrime
  -  médaille d'or en 1999
  -  médaille d'or par équipes en 1997
  -  médaille d'or par équipes en 1999
  -  médaille d'argent par équipes en 1998
  -  médaille de bronze en 1997
- Championnats d'Europe d'escrime
  -  médaille d'or en 1996
  -  médaille d'or par équipes en 1999

## Distinction
- Chevalier de la Légion d'honneur[5]